# Юркур
Юрку́р (фр. Hurecourt) — коммуна во Франции, находится в регионе Франш-Конте. Департамент — Верхняя Сона. Входит в состав кантона Вовиллер. Округ коммуны — Люр.
Код INSEE коммуны — 70287.

## География
Коммуна расположена приблизительно в 300 км к востоку от Парижа, в 80 км севернее Безансона, в 32 км к северу от Везуля.
По территории коммуны протекает небольшая река Пре (фр. Prés). Западная часть коммуны покрыта лесами.

## Население
Население коммуны на 2010 год составляло 56 человек.
| 1962 | 1968 | 1975 | 1982 | 1990 | 1999 | 2010 |
| ---- | ---- | ---- | ---- | ---- | ---- | ---- |
| 79   | 80   | 74   | 73   | 52   | 46   | 56   |

## Экономика

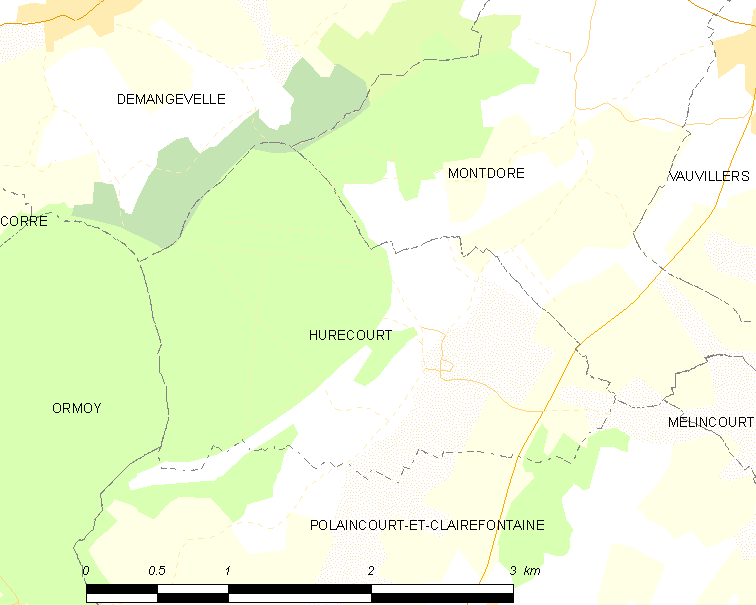
Карта коммуны

В 2010 году среди 35 человек трудоспособного возраста (15—64 лет) 25 были экономически активными, 10 — неактивными (показатель активности — 71,4 %, в 1999 году было 56,5 %). Из 25 активных жителей работали 23 человека (12 мужчин и 11 женщин), безработных было 2 (2 мужчины и 0 женщин). Среди 10 неактивных 3 человека были учениками или студентами, 4 — пенсионерами, 3 были неактивными по другим причинам.